# 레드레그
레드레그(Redleg)는 바베이도스, 세인트빈센트, 그레나다 그리고 몇몇 다른 카리브 제도 섬에 살거나 한때 살았던 푸어 화이트를 지칭하는 용어이다. 이들의 조상은 잉글랜드, 스코틀랜드, 아일랜드 및 유럽 대륙에서 계약 하인, 강제 노동자 또는 페온으로 보내졌다.

## 어원
민간어원에 따르면, 이 이름은 열대 지방의 태양이 흰 피부의 이민자들의 다리에 미치는 영향, 즉 현재 일광화상으로 알려진 것에서 유래되었다고 한다. 그러나 "레드레그"와 그 변형들은 아일랜드 맹방 전쟁에서 포로로 잡혀 바베이도스로 계약 하인으로 이송된 아일랜드 군인들에게도 사용되었다.
"레드레그" 외에도 이 용어는 바베이도스에서 광범위하게 변형되어 다음과 같은 용어들도 사용되었다: "레드섕크스", "가난한 백인", "가난한 바크라", "바크라 조니", "에키베키", "조니스" 또는 "가난하고 뒤처진 조니스", "언덕 아래의 가난한 백인", "에디 흰 쥐" 또는 "벡-에 넥" (구운 목). 역사적으로 "가난한 백인"을 제외한 모든 용어는 경멸적인 모욕으로 사용되었다.

## 역사
많은 레드레그의 조상은 올리버 크롬웰이 크롬웰의 아일랜드 정복 이후 유배시킨 이들이었다. 다른 이들은 17세기 초중반에 사탕수수 농장에서 일하기 위한 계약 하인으로 바베이도스에 처음 도착했다. 소규모의 독일인과 포르투갈인 포로들도 플랜테이션 노동자로 수입되었다. 몬머스의 난 이후, 1200명의 반란군이 바베이도스 플랜테이션에 노예로 팔렸다.
18세기에 이르러 계약 하인은 점차 줄어들었다. 아프리카 노예들이 필요한 모든 기술을 훈련받았기 때문에, 유급 백인 노동에 대한 수요가 없었다. 레드레그는 차례로 플랜테이션에서 유색인 자유민과 함께 일하기를 꺼려했다.
레드레그가 살았던 비참한 조건 때문에, 19세기 중반에 인구의 일부를 경제적으로 더 우호적인 다른 섬으로 이주시키기 위한 캠페인이 시작되었다. 이주 과정은 성공하여, 레드레그 후손들의 독특한 공동체가 세인트빈센트의 도르셋셔 힐 지구와 므마르키스 주변의 그레나다 섬, 그리고 베키아섬에 살고 있다.
"레드레그"라는 용어는 바베이도스 사람들이 정착했던 사우스캐롤라이나주에서도 사용된다.

## 같이 보기
- 베케
- 바크라
- 콘치
- 조레유
- 카리브 백인
- 사우스캐롤라이나주의 역사
- 세인트키츠 네비스로의 아일랜드 이민
- 바베이도스로의 아일랜드 이민
- 자메이카의 아일랜드인
- 아일랜드 계약 하인 제도
- 붉은 이방인 - 식민지 케냐에 유럽 정착민이 도착하여 미친 영향을 소설화한 기록